# 56ª Brigata motorizzata "Mariupol'"
La 56ª Brigata motorizzata autonoma "Mariupol'" (in ucraino 56-та окрема мотопіхотна Маріупольська брига́да?, 56-ta okrema motopichotna Mariupol's'ka bryhada, unità militare А0989) è un'unità di fanteria motorizzata delle Forze terrestri ucraine, subordinata al Comando operativo "Sud" e con base a Mariupol'.

## Storia
La brigata è stata attivata il 23 febbraio 2015 nella città di Dnipro, a partire dal 21º, 23º e 37º Battaglione di fanteria motorizzata, ex battaglioni di difesa territoriale. A partire dal 14 maggio è stata schierata nell'ambito della guerra del Donbass, dove ha preso parte alla seconda linea di difesa fino al settembre 2015. Nel novembre 2016 è stata trasferita permanentemente a Mariupol', città alla quale è stata anche ufficialmente dedicata il 22 agosto 2018. Il 10 giugno 2019 è stato annunciato che l'unità sarebbe in futuro stata trasferita al Corpo della fanteria di marina ucraina, per incrementarne la dimensione fino a 4 brigate; tuttavia questa decisione non è mai stata ufficializzata.
Durante l'invasione russa dell'Ucraina del 2022 ha preso parte alla battaglia di Mariupol', dove alcuni dei suoi reparti sono stati circondati e si sono infine arresi alle forze russe e filo-russe dopo una lunga resistenza nell'acciaieria Azovstal, insieme a unità appartenenti al Reggimento Azov e alla 36ª Brigata fanteria di marina. Il comandante della brigata, colonnello Ihor Ivanov, è stato trasferito al comando della 115ª Brigata meccanizzata appena costituita. Il resto della brigata è stato successivamente schierato a difesa della regione di Donec'k, in particolare a Pisky. In quest'area opera il 21º Battaglione della brigata, affiancato da due battaglioni della 35ª e della 36ª Brigata fanteria di marina. Il 37º Battaglione è invece schierato più a nord, vicino alla città di Avdiïvka, mentre il 23º più a sud presso Vuhledar.
Il 5 maggio 2023 la brigata è stata insignita dal presidente ucraino Zelens'kyj del titolo onorifico "Per il Valore e il Coraggio", mentre il suo comandante, colonnello Serhij Sirčenko, di quello di Eroe dell'Ucraina. All'inizio di giugno il 2º Battaglione della brigata è stato impiegato in un contrattacco locale a nord della città di Bachmut. A partire da settembre la Legione Caucasica, unità di volontari del Caucaso precedentemente subordinata alla Legione internazionale di difesa territoriale dell'Ucraina, si è unita ai ranghi della brigata. L'anno successivo l'unità è stata trasferita alle dipendenze dell'80ª Brigata d'assalto aereo.
All'inizio del 2024 ha ricevuto i veicoli da combattimento BTR-4 "Bucefalo" di nuova produzione, facendo seguito alla 92ª Brigata d'assalto. Alla fine di febbraio il 21º Battaglione della brigata, supportato dal 23º della Brigata presidenziale, ha respinto un importante attacco russo a nordovest di Bachmut, in direzione di Časiv Jar, infliggendo gravi perdite alle unità nemiche. Dopo il ritiro della 67ª Brigata meccanizzata, che ha difeso l'accesso a Časiv Jar fino a metà aprile, l'intera brigata è stata impiegata per colmare il vuoto nella linea difensiva. Nel luglio 2024, in seguito alla legge ucraina che ha permesso ad alcune categorie di detenuti di prestare volontariamente servizio nell'esercito, la 56ª Brigata motorizzata ne ha integrato un certo numero, costituendo il Battaglione "Škval".

## Struttura
- Comando di brigata[23]
- 21º Battaglione fanteria motorizzata "Sarmatia" (Skadovs'k, unità militare А2962)[24]
- 23º Battaglione fanteria motorizzata "Chortycja" (Mariupol', unità militare А2988)[25]
- 37º Battaglione fanteria motorizzata "Zaporižžja" (Prymors'k, unità militare А3137)[26]
- 1º Battaglione fucilieri
- 2º Battaglione fucilieri
- 39º Battaglione fucilieri (Kropyvnyc'kyj, unità militare A4047)[27]
- 42º Battaglione fucilieri (unità militare A4074)[28]
- Battaglione fucilieri speciale "Škval"
- Battaglione corazzato (T-64BV e T-72B3M)
- Compagnia sistemi senza pilota "Katenjata"
- Gruppo d'artiglieria
  - Batteria acquisizione obiettivi
  - Battaglione artiglieria semovente (DANA)
  - Battaglione artiglieria semovente (2S1 Gvozdika)
  - Battaglione artiglieria lanciarazzi (BM-21 Grad)
  - Battaglione artiglieria controcarri (MT-12 Rapira)
- Battaglione artiglieria missilistica contraerei
- Battaglione genio
- Battaglione manutenzione
- Battaglione logistico
- Compagnia ricognizione
- Compagnia comunicazioni
- Compagnia medica
- Compagnia radar
- Compagnia difesa NBC

## Simboli
Lo stemma della brigata è realizzato su fondo giallo. L'elemento centrale è la stella di Alatyr blu, elemento ricorrente del tradizionale ricamo ucraino che simboleggia sviluppo e lotta per un futuro migliore. Sovrapposte vi si trovano due lance cosacche d'argento, che indicano la presenza di lunga data dell'esercito ucraino nella regione della Pryazovia e ne rappresentano l'eredità attraverso i secoli, dai cosacchi ai soldati moderni. Alla base dello scudo sono raffigurate tre onde blu, che simboleggiano il Mar d'Azov e indicano l'appartenenza dell'unità alla città di Mariupol'.

## Comandanti
- Colonnello Andrij Mel'nyk (2015 - 2016)[30]
- Colonnello Serhij Perec' (2016 - 2018)[31]
- Colonnello Ihor Ivanov (2018 - 2021)[32]
- Colonnello Serhij Sirčenko (2021 - 2022)
- Colonnello Jan Jacyšyn (2022 - 2023)[33]
- Colonnello Serhij Onuško (2023 - settembre 2024)[34]
- Colonnello Andrij Dibrova (settembre 2024 - febbraio 2025)[35]
- Tenente colonnello Dmytro Trofymuk (febbraio 2025 - in carica)[36]